# Acanthomysis anomala
Acanthomysis anomala är en kräftdjursart som beskrevs av Pillai 1961. Acanthomysis anomala ingår i släktet Acanthomysis och familjen Mysidae. Inga underarter finns listade i Catalogue of Life.